# جيروم بل
جيروم بل (بالفرنسية: Jérôme Bel)‏ هو مؤدي وراقص باليه ومخرج فرنسي، ولد في 14 أكتوبر 1964 في مونبلييه في فرنسا.

## وصلات خارجية
- جيروم بلحاج على موقع مونزينجر (الألمانية)